# Ocean Victory (crucero)
El Ocean Victory es un crucero operado desde abril de 2025 por la naviera española Alma Cruceros. Diseñado como un crucero de expedición (tamaño reducido y ciertas características técnicas adecuadas para este tipo de viajes), cuenta con novedades introducidas en la construcción de buques de pasajeros, como la proa invertida.
Fue construido para Albatros Expeditions, que lo operó desde noviembre de 2021 hasta su ingreso en la flota de Alma.

## Construcción y diseño
El Ocean Victory es actualmente uno de los cruceros más modernos en funcionamiento, ya que fue entregado a finales de 2021. Su diseño corresponde al de barco de expedición, con tamaño pequeño para permitir el acceso a puertos y zonas que por calado, no son accesibles a buques de mayores dimensiones.
Sus rutas habituales son por aguas antárticas. Cuenta con las clasificaciones Polar code 6 e Ice Class 1A, las más altas para este tipo de cruceros. Su característica de diseño más notable es su proa invertida o X-Bow®-Infinity, que proporciona alta estabilidad en condiciones climáticas adversas y permite cabeceos suaves con marejada. Este tipo de proa también cuenta con clasificación Solas 2012.
Cuenta con 93 camarotes para pasaje, todos con vista al océano y el 90% con balcón, varios restaurantes, un área tipo spa, un Albatros Nordic Bar, un comedor al aire libre en cubierta, salón de conferencias y otras amenidades. 

## En servicio
Desde su construcción, el Ocean Victory operó para Albatros Expeditions, aunque desde abril de 2025 forma parte de la naviera española Alma Cruceros, recién creada. En principio, el barco mantiene su mismo nombre, y su crucero inaugural zarpó desde Las Palmas. 
Su buque gemelo, el Ocean Albatros, sigue navegando para la Albatros. Este navío se inauguró en 2023.